# Vincent Letting
Vincent Letting (né le 16 janvier 1993) est un athlète kényan, spécialiste des courses de demi-fond.

## Biographie
Il remporte la médaille de bronze du 1 500 mètres lors des championnats d'Afrique 2016, à Durban.

### Palmarès
| Date | Compétition            | Lieu   | Résultat | Épreuve | Temps         |
| ---- | ---------------------- | ------ | -------- | ------- | ------------- |
| 2016 | Championnats d'Afrique | Durban | 3e       | 1 500 m | 3 min 40 s 78 |

### Records
| Épreuve | Performance   | Lieu    | Date         |
| ------- | ------------- | ------- | ------------ |
| 1 500 m | 3 min 36 s 61 | Nairobi | 15 juin 2012 |